# Serica craighead
Serica craighead är en skalbaggsart som beskrevs av Saylor 1939. Serica craighead ingår i släktet Serica och familjen Melolonthidae. Inga underarter finns listade i Catalogue of Life.